# Tibouchina sellowiana
O manacá-de-minas (nome científico: Tibouchina sellowiana) é uma árvore pioneira brasileira que ocorre na floresta ombrófila densa e na alto-montana da Mata Atlântica.

## Características
Suas folhas e pétalas são menores que as da T. pulchra, mas suas flores possuem a mesma característica de mudar de cor após a polinização, sendo que as mais novas são brancas enquanto as mais velhas, arroxeadas ou lilases.